# Blokada przykręgowa
Blokada przykręgowa, PVB (ang. paravertebral blockade) – podanie środka znieczulenia miejscowego w okolicę ujścia nerwów wychodzących przez otwory międzykręgowe kręgosłupa celem jednostronnego wyłączenia transmisji impulsacji bólowej.

## Historia
Po raz pierwszy blokadę przykręgową wykonał w 1905 roku doktor Hugo Sellheim z Lipska. Technika ta przeżywała rozkwit w latach 1920 - 1930. W 1919 roku Kappis opisał PVB jako sposób znieczulenia i analgezji w operacjach jamy brzusznej. W roku 1933 Cleland opisał technikę PVB na wysokości Th11 i Th12 w celu zniesienia bólów porodowych. W 1947 roku Woolley i Roe donieśli o trwałym uszkodzeniu nerwów po podpajęczynówkowym podaniu cynchokainy zanieczyszczonej fenolem użytym do sterylizacji szklanych ampułek, w których znajdował się lek, co spowodowało ostudzenie zapału entuzjastów PVB. Blokada przykręgowa została ponownie opisana w roku 1979 przez Easona i Wyatta.

## Anatomia przestrzeni przykręgowej
Przestrzeń przykręgowa w odcinku piersiowym ma kształt graniastosłupa o podstawie trójkąta, którego ścianę tylną stanowi więzadło żebrowo-poprzeczne górne, ścianę przyśrodkową tworzy trzon kręgu i otwór międzykręgowy, ścianę przednio-boczną zaś opłucna ścienna. Nie posiada ściany górnej i dolnej, bocznie na poszczególnych poziomach przechodzi w przestrzenie międzyżebrowe, przyśrodkowo poprzez otwory międzykręgowe łączy się z przestrzenią zewnątrzoponową. Zawiera gałąź grzbietową i brzuszną nerwu rdzeniowego (nerw międzyżebrowy), gałązki łączące (białe i szare) oraz pień współczulny.

## Techniki wykonania blokady przykręgowej w odcinku piersiowym kręgosłupa
Opisywane są różne techniki zakładania cewnika przykręgowego. Technika chirurgiczna polega na umiejscowieniu cewnika pod opłucną ścienną w okolicy trzonów kręgów i wyprowadzeniu go na zewnątrz klatki piersiowej. W anestezjologii najczęściej stosowaną techniką identyfikacji przestrzeni przykręgowej jest metoda spadku oporu. Pomocnym narzędziem może być aparat USG. Miejsce wkłucia znajduje się 2,5–3 cm bocznie od linii pośrodkowej na poziomie górnej krawędzi wyrostka kolczystego 4–6 kręgu piersiowego. Igła Tuohy 18 G, wprowadzona prostopadle do skóry, na głębokości około 2–4 cm osiąga wyrostek poprzeczny kręgu położonego poniżej. Na tym etapie podłączyć należy niskooporową strzykawkę wypełnioną solą fizjologiczną. Po zmianie kierunku igły o 45˚ dogłowowo lub doogonowo celem ominięcia wyrostka poprzecznego, dalsze wprowadzanie igły wykonuje się poszukując spadku oporu tłoka strzykawki. Po przekroczeniu więzadła żebrowo-poprzecznego górnego metodą zawieszonej kropli oceniamy położenie końca igły. Nagłe zniknięcie kropli świadczy o punkcji jamy opłucnej, w której panuje ujemne ciśnienie w stosunku do atmosferycznego. Hura G. i wsp. zaobserwowali wahania zawieszonej kropli zgodnie z ruchami oddechowymi kiedy koniec igły znajdował się w przestrzeni przykręgowej. Po zaimplantowaniu cewnika należy wykonać test aspiracji, a następnie podać dawkę próbną 4 ml 2% lidokainy i 20 μg adrenaliny.

## Wskazania
- składowa regionalna znieczulenia do operacji gruczołu sutkowego oraz analgezja pooperacyjna
- składowa regionalna znieczulenia do operacji torakochirurgicznych (torakotomia) oraz analgezja pooperacyjna
- analgezja złamania żeber

## Przeciwwskazania
Do nielicznych przeciwwskazań do wykonania blokady przykręgowej zaliczyć można zakażenie miejsca wkłucia, zarówno skóry jak i opłucnej (np. ropniak opłucnej), guz przestrzeni przykręgowej czy nadwrażliwość na leki znieczulenia miejscowego. Zaburzenia krzepnięcia krwi są względnym przeciwwskazaniem z uwagi na fakt, że krwiak w przestrzeni przykręgowej nie spowoduje ucisku na struktury rdzenia kręgowego.

## Zalety
Aktualnie znieczulenie zewnątrzoponowe w odcinku piersiowym jest złotym standardem analgezji po zabiegach torakochirurgicznych. Jednakże w badaniach porównujących znieczulenie przykręgowe z zewnątrzoponowym nie wykazano statystycznie istotnych różnic w zakresie skuteczności działania przeciwbólowego, częstości występowania depresji oddechowej, pooperacyjnego zużycia opioidów i czasu trwania hospitalizacji. W grupie pacjentów z PVB zaobserwowano znamiennie mniejszą częstość występowania pooperacyjnych powikłań płucnych, hipotensji, zatrzymania moczu, nudności i wymiotów. Chorzy otrzymujący leki do przestrzeni przykręgowej uzyskiwali lepsze wyniki testów spirometrycznych w okresie pooperacyjnym.

## Powikłania
Powikłania blokady przykręgowej to punkcja naczynia (6.8%), brak skutecznej blokady (6.1%), hipotensja (4%), zewnątrzoponowe rozprzestrzenianie anestetyku (1%), odma opłucnowa (0.5%), zespół Hornera, krwiak płuca.